# Лебяжьи острова (заповедник)
Лебя́жьи острова  (укр. Лебедині острови) — заповедная территория в Крыму, расположенная на Лебяжьих островах в Каркинитском заливе, на территории Раздольненского района. Площадь — 9612 гектаров. Расположен на северо-западе Крымского полуострова. К заповеднику примыкает Каркинитский орнитологический заказник площадью 27 646 гектаров.
Каркинитский залив, что в составе заповедника, имеет статус водно-болотных угодий международного значения, согласно Рамсарской конвенции с особым охранным режимом.

## История
Своё название острова получили от немецкого учёного Браулера, побывавшего здесь в конце XIX века, увидевшего огромное количество белых лебедей-шипунов и посчитавшего, что тут находятся их места гнездования.
Впервые территория была заповедана в 1947 году. В 1949 году становится филиалом Крымского заповедного хозяйства (будущий Крымский природный заповедник). С самого основания главное направление работы — охрана птиц. С начала 50-х годов XX века становится исследовательской базой для орнитологов. Сброс части пресной днепровской воды в Карникитский залив по каналам и коллекторам также увеличил кормовую базу островов, что привлекло сюда ещё большее количество птиц.
Находился в ведении Государственного управления делами (укр. Державне управління справами) до 2014 года. После аннексии Крыма Российской Федерацией Крымский природный заповедник, в том числе и «Лебяжьи острова», были переданы в состав ФГБУ «Комплекс „Крым“» Управления делами Президента Российской Федерации. В 2018 году Правительство Российской Федерации наделило «Лебяжьи острова» статусом государственного природного заповедника и исключило его из состава Крымского природного заповедника (преобразованного в национальный парк). С этого времени заповедник отнесён к ведению Минприроды России.

## География и климат
Лебяжьи острова находятся у северо-западного побережья Крыма в Каркинитском заливе Чёрного моря. В состав заповедной территории включены 6 островов, вытянувшихся на 8 км вдоль берегов Крыма с юго-запада на северо-восток. Острова от Крыма и друг друга отделены мелководными проливами. Эти небольшие острова сложены песчано-ракушечными наносами и подвержены постоянным изменениям своей конфигурации. Время от времени происходит даже изменение числа островов. Высота островов над уровнем моря не превышает 1-2 метров. Самый крупный из островов — четвёртый: около 3,5 км в длину, и около 350 м в ширину. Строго охраняемая часть островов занимает площадь 52 га.
Климат умеренно континентальный, засушливый. Лето сухое, жаркое, зима мягкая, малоснежная с частыми оттепелями. В особо суровые зимы проливы между островами и Крымом замерзают.

## Природа заповедника
Природные условия — мелководье, обилие растительной и животной пищи — привлекают сюда множество птиц, преимущественно водоплавающих. Создание заповедника благоприятно отразилось на численности и разнообразии зарегистрированных видов птиц.